# Buchberg
Buchberg é uma comuna da Suíça, no Cantão Schaffhausen, com cerca de 816 habitantes. Estende-se por uma área de 5,86 km², de densidade populacional de 138 hab/km². Confina com as seguintes comunas: Eglisau (ZH), Flaach (ZH), Freienstein-Teufen (ZH), Marthalen (ZH), Rafz (ZH), Rüdlingen.
A língua oficial nesta comuna é o Alemão.